# Вальдемар Філіппі
Вальдемар Філіппі (нім. Waldemar Philippi, 13 квітня 1929, Саарбрюкен — 4 жовтня 1990) — німецький футболіст, що грав на позиції захисника. Рекордсмен збірної Саару за кількістю проведених матчів.

## Спортивна кар'єра
У дорослому футболі дебютував 1945 року виступами за команду «Саарбрюкен», кольори якої і захищав протягом усієї своєї кар'єри гравця, що тривала шістнадцять років. В сезоні 1948/49 його клуб грав у другому дивізіоні чемпіонату Франції. 1952 року його «Саарбрюкен» дійшов до фіналу чемпіонату Німеччини, але у вирішальному матчі поступився «Штутгарту». Учасник першого розіграшу Кубка європейських чемпіонів, де в першому ж раунді «Саарбрюкену» жереб обрав грізного суперника — італійський «Мілан». У першому матчі, який проходив на Апеннінах, німці здобули перемогу (один з м'ячів на рахунку Філіппі), але вдома не змогли втримати перевагу. У всіх турнірах за «Саарбрюкен» провів 278 матчів, забив 19 голів. 
Після Другої світової війни Саар перебував під французьким протекторатом. У 1950 році була створена футбольна збірна, яка до 1956 року провела 19 ігор. Брала участь у кваліфікації на чемпіонат світу у Швейцарії. Вальдемар Філіппі був гравцем основного складу в Огюста Жордана і Гельмута Шена, пропустив лише один матч — проти збірної Уругваю. 18 ігор, які він провів — є рекордним показником в історії цієї збірної.

## Досягнення
- Віцечемпіон Німеччини (1): 1952

## Статистика
Огляд клубної кар'єри:
| Турнір                    | «Саарбрюкен» | «Саарбрюкен» |
| Турнір                    | І            | Г            |
| ------------------------- | ------------ | ------------ |
| Кубок чемпіонів           | 2            | 1            |
| Чемпіонат Німеччини       | 10           | 0            |
| Південно-західна оберліга | 230          | 13           |
| Чемпіонат Франції (Д-2)   | 7            | 1            |
| Кубок Німеччини           | 3            | 0            |
| Кубок Саару               | 4            | 1            |
| Інші турніри              | 22           | 3            |
| Всього                    | 278          | 19           |

Статистика виступів у загальнонімецьких турнірах і єврокубках:
| Сезон   | Чемпіонат | Чемпіонат | Кубок | Кубок | Кубок чемпіонів | Кубок чемпіонів |
| Сезон   | Ігри      | Голи      | Ігри  | Голи  | Ігри            | Голи            |
| ------- | --------- | --------- | ----- | ----- | --------------- | --------------- |
| 1951/52 | 7         | 0         | —     | —     | —               | —               |
| 1952/53 | —         | —         | 1     | 0     | —               | —               |
| 1955/56 | —         | —         | —     | —     | 2               | 1               |
| 1956/57 | 3         | 0         | 1     | 0     | —               | —               |
| 1957/58 | —         | —         | 1     | 0     | —               | —               |
| Усього  | 10        | 0         | 3     | 0     | 2               | 1               |

Статистика виступів за збірну:
| Дата       | Місто      | Господарі        | Результат | Гості      | Турнір            | Голи | Примітки |
| ---------- | ---------- | ---------------- | --------- | ---------- | ----------------- | ---- | -------- |
| 22-11-1950 | Саарбрюкен | Саар             | 5 – 3     | Швейцарія  | товариський матч  | -    |          |
| 27-7-1951  | Саарбрюкен | Саар             | 3 – 2     | Австрія    | товариський матч  | -    |          |
| 15-9-1951  | Берн       | Швейцарія        | 2 – 5     | Саар       | товариський матч  | -    |          |
| 14-10-1951 | Відень     | Австрія          | 4 – 1     | Саар       | товариський матч  | -    |          |
| 20-4-1952  | Саарбрюкен | Саар             | 0 – 1     | Франція    | товариський матч  | -    |          |
| 5-10-1952  | Страсбург  | Франція          | 1 – 3     | Саар       | товариський матч  | -    |          |
| 24-6-1953  | Осло       | Норвегія         | 2 – 3     | Саар       | Відбір до ЧС 1954 | -    |          |
| 11-10-1953 | Штутгарт   | ФРН              | 3 – 0     | Саар       | Відбір до ЧС 1954 | -    |          |
| 8-11-1953  | Саарбрюкен | Саар             | 0 – 0     | Норвегія   | Відбір до ЧС 1954 | -    |          |
| 28-3-1954  | Саарбрюкен | Саар             | 1 – 3     | ФРН        | Відбір до ЧС 1954 | -    |          |
| 26-9-1954  | Саарбрюкен | Саар             | 1 – 5     | Югославія  | товариський матч  | -    |          |
| 17-10-1954 | Ліон       | Франція          | 4 – 1     | Саар       | товариський матч  | -    |          |
| 1-5-1955   | Лісабон    | Португалія       | 6 – 1     | Саар       | товариський матч  | -    |          |
| 9-10-1955  | Саарбрюкен | Саар             | 7 – 5     | Франція    | товариський матч  | -    |          |
| 16-11-1955 | Саарбрюкен | Саар             | 1 – 2     | Нідерланди | товариський матч  | -    |          |
| 1-5-1956   | Саарбрюкен | Саар             | 1 – 1     | Швейцарія  | товариський матч  | -    |          |
| 3-6-1956   | Саарбрюкен | Саар             | 0 – 0     | Португалія | товариський матч  | -    |          |
| 6-6-1956   | Амстердам  | Нідерланди       | 3 – 2     | Саар       | товариський матч  | -    |          |
| Усього     |            | Матчів (1 місце) | 18        |            | Голів             | 0    |          |